# Tommaso Traetta
Tommaso Traetta (né le 30 mars 1727 à Bitonto, près de Bari et mort le 6 avril 1779 à Venise) est un compositeur italien du XVIIIe siècle, représentant important de l'école napolitaine, principalement dans le domaine de l'opera seria.

## Biographie
Traetta part très jeune pour Naples, où il étudie au Conservatoire de Santa Maria di Loreto, sous la férule des compositeurs Nicola Porpora, Leonardo Leo et Francesco Durante.
En 1748, il achève ses études au Conservatoire et enseigne le chant. Il compose, pour les églises et les couvents de Naples, des messes, des vêpres, des motets et des litanies dont les manuscrits sont encore existants. Il fait ses débuts dans l'opéra à l'âge de 24 ans, avec Farnace, créé avec succès au théâtre San Carlo de Naples et qui obtient un grand succès. En 1757 au théâtre delle Dame à Rome, il donne Ezio, considéré comme une de ses œuvres majeures, puis La Nitteti, à Reggio d'Émilie, Didone abbandonata, à Venise, Demofoonte, à Milan et Olimpiade à Vérone. Traetta s'est essayé avec succès à l'opéra buffa notamment avec le délicieux le Serve Rivali, plein de joie et de fines réparties.
En 1758, il est invité par le souverain du duché de Parme, Philippe de Bourbon, devient maître de chapelle et enseigne l'art du chant aux princesses de la famille ducale. La même année, il donne Solimano.

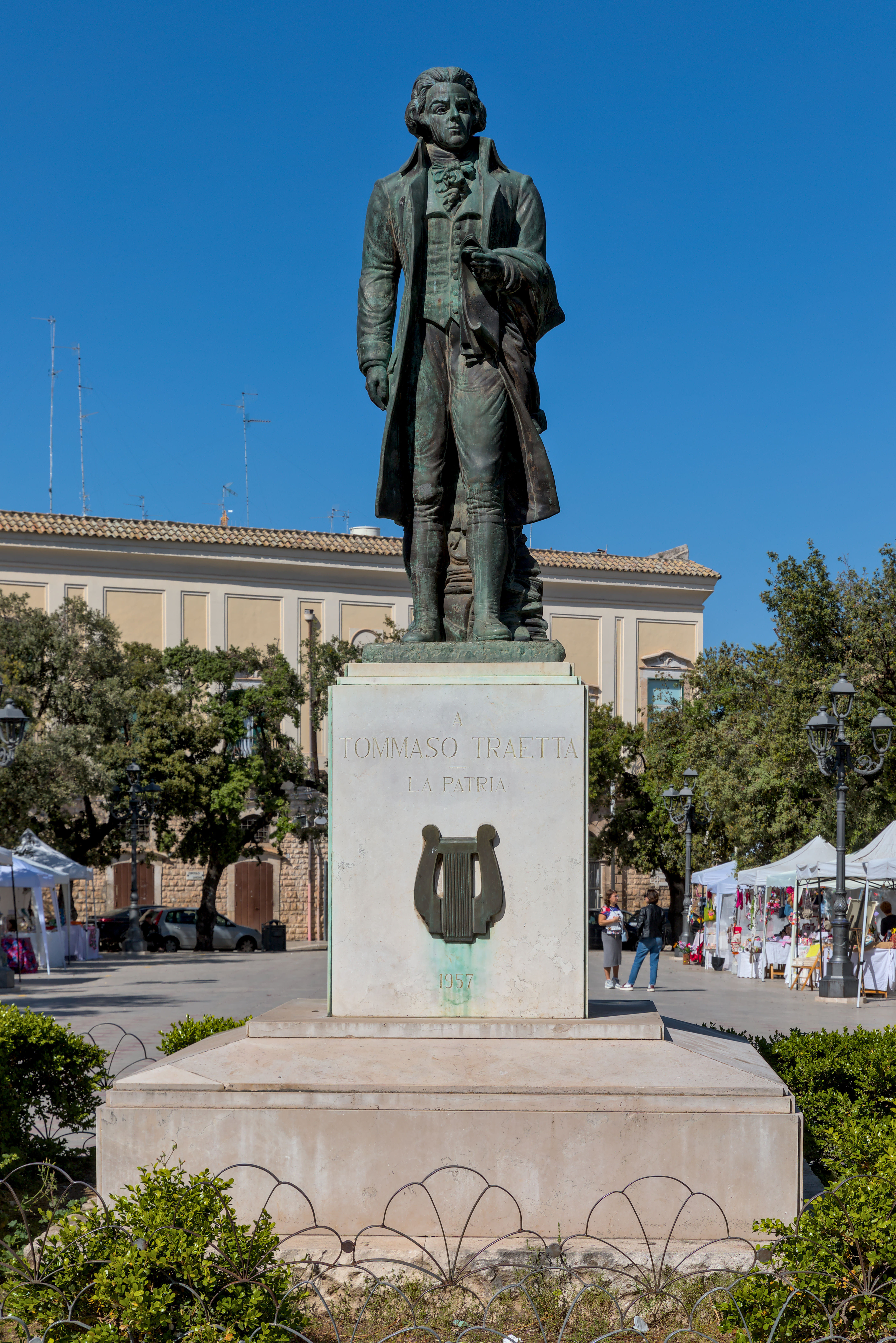
Statue à Bitonto.

Sous l'influence du premier ministre d'origine française Guillaume du Tillot, qui voulait réformer le melodramma serio, Traetta reprit le livret utilisé par Jean-Philippe Rameau pour Hippolyte et Aricie en 1733, qui est remanié par Carlo Innocenzo Frugoni. L'œuvre est représentée en 1759 et reprise en 1763 lors du mariage de l'infante de Parme avec le prince des Asturies. Il reçoit du roi d'Espagne une pension.
Le succès d' Ippolito ed Aricia est tel que le compositeur et le librettiste composent un nouvel opéra, I Tintaridi, inspiré de Castor et Pollux (de Rameau), qui est représenté à Parme en 1760. En 1763, Traetta, est appelé à Vienne pour la création d' Ifigenia in Tauride considérée comme une de ses œuvres majeures, sur un livret de Mario Coltellini, comme il l'avait été en 1761 pour celle d'Armida, sur un livret du comte Giacomo Durazzo. En 1762, Sofonisba avait été créée à l’Opéra de Mannheim.
En 1765, après la mort du duc de Parme, Traetta est appelé à Venise, où il dirige le Conservatoire de l'Ospedaletto à Venise, puis entre au service de Catherine II de Russie, à Saint-Pétersbourg, de 1768 à 1775 ; sa santé s'affaiblit en raison de la rigueur du climat, et c'est avec la plus grande peine qu'il réussit à se faire congédier, Catherine II s'étant attachée à lui et lui écrivant des livrets. Il se rend à Londres, où il réalise le drame Germondo, représenté au théâtre du roi, qui ne fut pas un succès, puis il revient à Venise, où il écrit quelques œuvres, sans retrouver le feu de ses anciennes productions; Il meurt le 6 avril 1779, à 52 ans.

## Œuvres

### Opéras
- Farnace - Naples - 1750
- I pastori felici - ivi - 1753
- Ezio - Rome - 1753
- Le nozze contrastate - 1754
- Il buovo d'Antona - Florence - 1756
- Ippolito ed Aricia - Parme 1759
- Stordilano, principe di Granata - 1760
- Armida - Vienne 1761
- Sofonisba - Mannheim - 1762
- La francese a Malghera - 1762
- Alessandro nell'Indie - Reggio Emilia 1762
- Ifigenia in Tauride  - Vienne 1763
- Didone abbandonata - 1764, livret de Métastase
- Semiramide riconosciuta - Venise - 1765
- Le serve rivali - Venise - 1766
- Amore in trappola - Venise - 1768
- L'isola disabitata - 1769
- L'Olimpiade - 1770
- Antigone - 1772 (le titre exact est en réalité Antigona)
- Germondo - 1776
- Il cavaliere errante - 1777
- La disfatta di Dario - 1778
- Artenice - 1778

### Musique sacrée
Au Conservatoire de Naples, il a été retrouvé un Stabat Mater à quatre voix et orchestre, ainsi que deux Leçons [lectiones : lectures] pour les matines de Noël, des motets et des oratorio(s), dont une Passion selon Saint Jean pour 4 voix et orgue (1786). Traetta a écrit, pour les jeunes filles du Conservatoire de l'Ospedaletto de Venise, un oratorio latin intitulé Rex Salomon (Le Roi Salomon). La Bibliothèque du Conservatoire de Florence possède une messe à 4 voix et orchestre. De son côté, la Bibliothèque nationale de Munich (Allemagne) possède un autre Stabat Mater. La Bibliothèque universitaire de Hambourg (Id.) possède ses 4 antiennes mariales, pour voix solistes, cordes et basse continue.